# Cepaea
Cepaea Held, 1838 è un genere di molluschi gasteropodi della famiglia Helicidae.

## Tassonomia
Il genere comprende le seguenti specie viventi:
- Cepaea hortensis (O. F. Müller, 1774)
- Cepaea nemoralis (Linnaeus, 1758)

Sono note inoltre due specie fossili:
- Cepaea bulla Lueger, 1981 †
- Cepaea krejcii Wenz in Krejci & Wenz, 1930 †

Sinonimi
- Cepaea vindobonensis (C. Pfeiffer, 1828) = Caucasotachea vindobonensis (C. Pfeiffer, 1828)
- Cepaea silvatica (Draparnaud, 1801) = Macularia sylvatica (Draparnaud, 1801)